# Peter Reid (Triathlet)
Peter Reid (* 27. Mai 1969 in Montreal, Québec) ist ein ehemaliger kanadischer Triathlet und dreifacher Ironman-Hawaii-Sieger (1998, 2000, 2003).

## Werdegang
1995 wurde er Dritter in Nizza bei der Weltmeisterschaft auf der Langdistanz.
Peter Reid spezialisierte sich im Triathlon bald auf Rennen über die Langdistanz (Ironman-Distanz: 3,86 km Schwimmen, 180,2 km Radfahren und 42,195 km Laufen).

Er gewann zwischen 1997 und 2003 zehn Ironman-Rennen und davon drei Mal die Ironman World Championship auf Hawaii (1998, 2000 und 2003).
Peter Reid war mit der Triathletin Lori Bowden verheiratet, mit der er 2003 auf Hawaii einen Doppelsieg erzielte.
Reid beendete im Mai 2006 seine Karriere als Profi-Athlet und er lebt mit seiner Partnerin Malaika Uli in Victoria auf Vancouver Island in British Columbia (Kanada).

## Auszeichnungen
- Greater Victoria Sports Hall of Fame (2010)
- Canada Sports Hall of Fame (2011)
- BC Sports Hall of Fame (2013)
- Ironman Hall of Fame (2016)[4]

## Sportliche Erfolge
| Datum/Jahr    | Platz | Wettbewerb                                       | Austragungsort    | Zeit     | Bemerkung |
| ------------- | ----- | ------------------------------------------------ | ----------------- | -------- | --- |
| 2005          | 3     | Vineman Ironman 70.3                             | Sonoma County     |          | |
| 15. Okt. 2005 | 3     | Ironman Hawaii                                   | Hawaii            | 08:20:04 | |
| 17. Okt. 2004 | 2     | Ironman Hawaii                                   | Hawaii            | 08:43:40 | |
| 2004          | 6     | Ironman Germany                                  | Frankfurt am Main | 08:34:50 | |
| 18. Okt. 2003 | 1     | Ironman Hawaii                                   | Hawaii            | 08:22:36 | Peter Reid feierte mit seiner Frau Lori Bowden als erstes Ehepaar einen Doppelsieg beim berühmtesten Triathlon der Welt. |
| 2003          | 4     | Ironman Germany                                  | Frankfurt am Main | 08:21:59 | |
| 19. Okt. 2002 | 2     | Ironman Hawaii                                   | Hawaii            | 08:33:06 | |
| 2001          | 1     | Ironman Canada                                   | Penticton         | 08:27:47 | |
| 14. Okt. 2000 | 1     | Ironman Hawaii                                   | Hawaii            | 08:21:00 | |
| 27. Aug. 2000 | 1     | Ironman Canada                                   | Penticton         | 08:29:49 | |
| 23. Okt. 1999 | 2     | Ironman Hawaii                                   | Hawaii            | 08:22:54 | |
| 12. Juli 1999 | 1     | Ironman Austria                                  | Klagenfurt        | 07:51:56 | Sieg mit der schnellsten Laufzeit, die je bei einem Ironman erzielt wurde: 2:35:21 Stunden für die Marathon-Distanz |
| 2. Mai 1999   | 1     | Ironman Australia                                | Forster           | 08:23:10 | |
| 2. Okt. 1998  | 1     | Ironman Hawaii                                   | Hawaii            | 08:24:20 | |
| 5. Apr. 1998  | 1     | Ironman Australia                                | Forster           | 08:20:27 | |
| Okt. 1997     | 4     | Ironman Hawaii                                   | Hawaii            | 08:43:16 | |
| 14. Apr. 1997 | 1     | Ironman Australia                                | Forster           | 08:08:50 | |
| 1997          | 1     | Ironman Lanzarote                                | Playa del Carmen  | 08:55:25 | |
| Okt. 1996     | 4     | Ironman Hawaii                                   | Hawaii            | 08:24:37 | |
| 14. Juli 1996 | 4     | Ironman Europe                                   | Roth              | 08:21:19 | |
| 12. Nov. 1995 | 44    | ITU Short Distance Triathlon World Championships | Cancún            | 01:53:43 | Weltmeisterschaft auf der olympischen Distanz (1,5 km Schwimmen, 40 km Radfahren und 10 km Laufen) |
| 1. Okt. 1995  | 3     | ITU Long Distance Triathlon World Championships  | Nizza             | 05:51:18 | Weltmeisterschaft auf der Langdistanz beim Triathlon International de Nice über die „Nizza-Distanz“: 4 km Schwimmen im offenen Meer, eine Radstrecke mit teilweise 2600 Höhenmetern auf 130 km und schließlich ein Lauf über 2 × 15 km |

| Datum/Jahr    | Platz | Wettbewerb                          | Austragungsort | Zeit     | Bemerkung                                |
| ------------- | ----- | ----------------------------------- | -------------- | -------- | ---------------------------------------- |
| 27. Okt. 2002 | 20    | Xterra Triathlon World Championship | Maui           | 02:45:17 | Xterra-Weltmeisterschaft Cross-Triathlon |